# Сарсак-Омга
Сарсак-Омга (тат. Сарсак-Омга) — село Агрызского района Республики Татарстан. Является административным центром и самым крупным населённым пунктом Сарсак-Омгинского сельского поселения.

## Географическое положение
Село расположено на правом берегу реки Чаж (у впадения в неё речки Сарсак), рядом с остановочным пунктом 29 км Горьковской железной дороги. Расстояние до административного центра района, города Агрыз, составляет 25,5 км (31 км по автодорогам) на северо-восток.

## История
Деревня основана в конце XVII века выходцами из деревни Дым-Дым-Омга. Название произошло от гидронима Сарсак и удмуртского этнонима Омга.
По Ландратской переписи в деревне Шурсак Омги, относившейся к сотне удмурта Токбулатки Рысова Арской дороги Казанской губернии, было 20 дворов и проживало 85 человек (42 мужчины, 43 женщины).
По 2-й ревизии 1744—47 годов в деревне Шурсак Омге, относившейся к Михайловой сотне Васильева Арской дороги, проживал 101 государственный ясачный удмурт мужского пола.
По 3-й ревизии 1762—68 годов в деревне, относившейся к Герасимовой сотне Андреева Арской дороги, проживало 175 новокрещённых удмуртов (104 мужчины, 71 женщина).
В «Списке населённых мест Российской империи», изданном в 1876 году, населённый пункт упомянут как казённая деревня Сарсак-Омга (Омга) 2-го стана Елабужского уезда Вятской губернии, при речке Чаже, расположенная в 79 верстах от уездного города Елабуга. Здесь насчитывалось 57 дворов и проживало 388 человек (197 мужчин и 191 женщина), действовали волостное правление, торжок и мельница.
В 1865 году в деревню переселились русские из Медянской фабрики, а позднее — из деревни Богатырский мыс Больше-Порезской волости Малмыжского уезда.
В 1887 году в деревне Сарсак-Омга (Вотская Омга, Омга) Сарсак-Омгинского сельского общества Больше-Кибьинской волости проживало 638 жителей (308 мужчин, 330 женщин) из государственных крестьян в 113 дворах (из них 94 двора удмуртов, 18 дворов русских и 1 двор татар). Земельный надел деревни составлял 1928,6 десятин земли, в том числе 24,3 десятины усадебной земли, 1043,6 — пашни, 235,2 — сенокоса, 25,4 — выгона, 283,2 десятины подушного леса и 228,5 — лесного надела, а также 88,4 десятины неудобной земли. У жителей имелось 335 лошадей, 221 корова и 728 единиц мелкого скота (овец, свиней и коз); 79 человек занимались местными промыслами (в том числе 21 подёнщик), 53 — отхожими промыслами (в том числе 43 извозчика — через деревню проходил Елабужско-Сарапульский почтовый тракт). Было 14 грамотных. Имелась мельница.
В 1896 году открыта земская школа.
По переписи 1897 года в деревне Сарсак-Омга (Сарасан) проживало 736 человек (350 мужчин, 386 женщин), все православные.
В 1905 году в деревне Большекибьинской волости Елабужского уезда проживало 704 человека (350 мужчин, 354 женщины) в 114 дворах.
В 1908 году построена православная церковь Введения в храм Пресвятой Богородицы, в 1909 году открыт церковный приход.
До 1919 года село было центром Сарсак-Омгинской волости Елабужского уезда Вятской губернии. С 1921 года перешло в состав Агрызского кантона ТАССР, с 1924 — в состав Елабужского кантона. 14 февраля 1927 года село переходит в состав Агрызского района (в 1930 и 1948 годах — центр сельсовета), с 1 февраля 1963 года — в состав Елабужского сельского района. 4 марта 1964 года село окончательно вернулось в состав Агрызского района.
В 1930 году организован колхоз «Красная Звезда», вошедший в 1971 году в состав колхоза «Победа».
В 1930-х годах церковь была закрыта, в её здании разместились изба-читальня и клуб.
Была открыта начальная школа, в 1933 году преобразованная в семилетнюю, а в 1951 году — в среднюю. В 1973 году построено современное здание. В 1993 году школа была преобразована в агролицей, а в 2004 году — в лицей.

## Население
По переписи 2002 года в селе проживало 594 человека (272 мужчины, 322 женщины), удмурты (81 %).
По переписи 2010 года — 606 человек (278 мужчин, 328 женщин).
| 1764 | 1859 | 1887 | 1897 | 1905 | 1920 | 1926 | 1938 | 1958 | 1970 | 1989 | 2002 | 2010 |
| ---- | ---- | ---- | ---- | ---- | ---- | ---- | ---- | ---- | ---- | ---- | ---- | ---- |
| 175  | 388  | 638  | 736  | 704  | 880  | 825  | 742  | 590  | 607  | 632  | 594  | 606  |

## Инфраструктура
В населённом пункте расположены следующие объекты инфраструктуры:
- Сарсак-Омгинский лицей
- Сарсак-Омгинская сельская библиотека (с 2000 года при ней функционирует фольклорный коллектив «Зарни сизьыл»)
- Сарсак-Омгинский сельский клуб
- Сарсак-Омгинский фельдшерско-акушерский пункт
- ООО «Сарсак-Омга»
- Сарсак-Омгинское почтовое отделение
- 2 магазина

Действуют зерноток, машинно-тракторная мастерская, ферма КРС, склад минеральных удобрений. Жители работают в основном в ООО «Сарсак-Омга» и различных КФХ, занимаются полеводством и животноводством. Восстанавливается Введенская церковь.